# EPrix van Misano
De ePrix van Misano is een race uit het Formule E-kampioenschap, gehouden op het Misano World Circuit Marco Simoncelli. In 2024 maakte de race haar debuut op de kalender als de zesde race van het tiende seizoen.

## Geschiedenis
De Formule E had met de ePrix van Rome, gehouden op het Circuito cittadino dell'EUR, sinds 2018 al een race op Italiaanse bodem. In de editie van 2023 vond een zwaar ongeluk met meerdere auto's plaats, waarna werd besloten dat dit circuit te gevaarlijk was voor de toenmalige Formule E-auto's. Het kampioenschap ging vervolgens op zoek naar een nieuwe locatie voor een ePrix in Italië. Diverse permanente circuits, waaronder het Autodromo Internazionale Enzo e Dino Ferrari en het Autodromo Vallelunga, waren opties voor een nieuwe race.
Op 22 november 2023 werd besloten dat in het seizoen 2023-2024 in Misano zou worden gereden. Tijdens het raceweekend vonden twee races plaats. De eerste race werd gewonnen door António Félix da Costa, maar hij werd gediskwalificeerd omdat zijn auto niet aan de technische reglementen voldeed. Hierdoor werd Oliver Rowland tot winnaar uitgeroepen. De tweede race werd gewonnen door Pascal Wehrlein.

## Circuit
Op 23 februari 2024 werd een aangepaste layout van het Misano World Circuit Marco Simoncelli onthuld, die voor de Formule E-races gebruikt zou worden. Het circuit heeft een lengte van 3,381 kilometer en telt veertien bochten.

## Resultaten
| Editie | Seizoen   | Circuit | Winnaar                                          | Tweede                         | Derde                                  | Pole position                           | Snelste ronde                                           |
| ------ | --------- | ------- | ------------------------------------------------ | ------------------------------ | -------------------------------------- | --------------------------------------- | ------------------------------------------------------- |
| 1      | 2023-2024 | Misano  | Oliver Rowland Nissan Formula E Team             | Jake Dennis Andretti Formula E | Maximilian Günther Maserati MSG Racing | Mitch Evans Jaguar TCS Racing           | Oliver Rowland Nissan Formula E Team                    |
| 1      | 2023-2024 | Misano  | Pascal Wehrlein TAG Heuer Porsche Formula E Team | Jake Dennis Andretti Formula E | Nick Cassidy Jaguar TCS Racing         | Jake Hughes Neom McLaren Formula E Team | António Félix da Costa TAG Heuer Porsche Formula E Team |